# Johann Georg Albini der Jüngere
Johann Georg Albini der Jüngere, auch Albinus (* 11. April 1659 in Naumburg; † 1714 ebenda) war ein deutscher Barockdichter. Er ist nicht zu verwechseln mit seinem Vater Johann Georg Albini d. Ä.

## Leben
Der jüngere der beiden Dichter dieses Namens wurde 1659 in Naumburg geboren. Mit der theologischen Familientradition brechend, studierte er Rechtswissenschaft, zuerst in Leipzig, später in Jena, um sich 1679 im heimatlichen Naumburg als Advokat niederzulassen. Nicht nur als lyrischer Poet und Pastoraldichter, sondern auch als Herausgeber von Paul Flemings Gedichten machte er sich einen Namen. Seine Schriften sind in der Literatur wiederholt mit denen seines Vaters Johann Georg Albini verwechselt worden.

## Werke (Auswahl)
- Der Jungfern und Junggesellen kurtzweilige Erquick-Stunden. Zeitz 1683 (Anthologie, enth. Lieder mit Noten sowie auf S. 200 ff. den "Sächsischen Prinzenraub")
- (Hrsg.) Paul Fleming: Geist- und Weltliche Poemata. Naumburg 1685
- Chur-Sächsische Venus. Naumburg 1686
- Delinquens defensus. Der vertheidigte Missethäter. Erfurt 1695

## Werk- und Literaturverzeichnis
- Gerhard Dünnhaupt: Johann Georg Albini d.J. In: Personalbibliographien zu den Drucken des Barock. Band 1, Hiersemann, Stuttgart 1990, S. 251–254. ISBN 3-7772-9013-0